# Hilf László
Hilf László, 1943-tól Híves (Nagyvárad, 1892. december 20. – Budapest, 1968. június 2.) erdélyi magyar újságíró, szerkesztő, színműíró. Írói neve Szegedi Hilf László, álneve Hámory László.

## Életpályája
Színiiskolai növendék volt, újságírói pályára lépett. 1918–19-ben a nagyváradi Tiszántúl szerkesztője; egy árvízi riportjáért fél évi börtönre ítélte a hadbíróság, büntetését Tecuci-ban töltötte le. Hazatérve a Magyar Szó munkatársa, 1921-től a Nagyváradi Napló belső munkatársa, a napilap gyermekmellékletét szerkeszti. 1928-tól Szegeden élt, a tanyai lakosság számára szerkesztett Tanyai Híradó című hetilapot (1939–40).
Tárcái, kritikái és tanulmányai jelentek meg a lapokban és folyóiratokban. A fronton című zenés darabjával (1917) és Gara Ákossal közösen szerzett, Krámer Ödön zenéjére írt Három a tánc című operettjével (1918) már az első világháború alatt bemutatkozott a nagyváradi színpadon, 1919 után itt s a kolozsvári Magyar Színház műsorában a következő darabokkal szerepelt: Bújócska (Korda Bélával közösen írt négyfelvonásos, Nagyvárad 1921); Inkább a börtön (jelenet, Kolozsvár 1923); Árnyékok (egyfelvonásos); Bohócok (egyfelvonásos); Johannes mester.